# Гижицко
Гижѝцко (на полски: Giżycko; мазурски: Łuczany, Lec; на немски: Lötzen; пруски: Lēcai; на литовски: Lėcius) е град в Североизточна Полша, Варминско-Мазурско войводство. Административен център е на Гижицки окръг, както и на селската Гижицка община, без да е част от нея. Самият град е обособен в самостоятелна градска община с площ 13,87 км2.

## География
Градът се намира в историческата област Мазурия. Разположен е край езерата Негочин и Кисайно.

## История
Селището възниква на границата между земите на пруските племена
йотвинги, барти и галинди. В първата половина на XIV век край северния бряг на езеро Негочин тевтонците изграждат замък, който дава началото на бъдещия град. Градско право Грижицко получава през 1612 г. от курфюрста на Бранденбург и регент на Прусия Йохан Сигизмунд. През 1657 г. градът е превзет и опожарен от кримските татари.
В периода (1975 – 1998) е част от Сувалското войводство.

## Население
Населението на града възлиза на 29 480 души (2017 г.).

## Административно деление
Административно градът е разделен на 9 микрорайона (ошедля)
- Вилянув
- Залеше
- Кайки
- Монюшки
- Над йежорем
- На скраю лясу
- Шрудмешче
- Ягели
- ХХХ-лечя

## Туризъм
Гижицко е един от най-големите туристически центрове в Полша. Известен е като столица на ветроходството.

## Личности
Родени в града:
- Франц Пфемферт – немски журналист
- Фриц Милкау – немски библиотекар
- Хорст Герлах – немски политик
- Войчех Кентшински – полски историк

## Градове партньори
- Силкеборг, Дания
- Дубно, Украйна
- Тракай, Литва
- Стараховице, Полша
- Ноймюнстер, Германия

## Фотогалерия
- Микрорайон „Монюшки“
- Църква „Св. Бруно“
- Форт „Бойен“
- Езеро „Негочин“
- Езеро „Кисайно“
- Канал „Лучански“